# Andreas G. Weiß

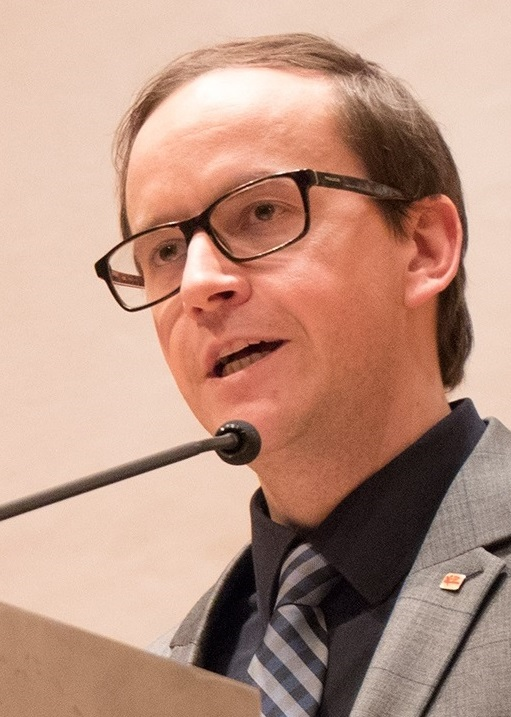
Andreas G. Weiß (2019)

Andreas Georg Weiß (* 25. September 1986 in Schwarzach im Pongau) ist ein österreichischer römisch-katholischer Theologe, Philosoph, Religionswissenschaftler, Erwachsenenbildner und Autor.

## Ausbildung
Nach der Reifeprüfung (Matura) am Missionsprivatgymnasium St. Rupert in Bischofshofen (Land Salzburg) studierte Weiß an der Universität Salzburg Katholische Theologie, Religionspädagogik und Philosophie. Dem Abschluss des Philosophiestudiums in Salzburg (2010) folgte ein Auslandsstudienjahr für Religionswissenschaft an der US-amerikanischen Missouri State University in Springfield (Missouri). Nach seiner Rückkehr 2012 und dem Abschluss des Theologiestudiums startete eine mehrjährige Projektarbeit bei Gregor Maria Hoff an der Universität Salzburg (bis Ende 2015). 2018 promovierte Weiß mit der Dissertation Der politische Raum der Theologie an der Universität Salzburg (Fundamentaltheologie und Dogmatik). Seine Abschlussarbeit, in der er sich kritisch mit der anglokatholischen Theologieströmung Radical Orthodoxy auseinandersetzt, wurde 2019 im Aschendorff Verlag publiziert.

## Beruflicher Werdegang und Tätigkeitsfelder
Zwischen 2012 und 2016 verbrachte Weiß weitere, längere Forschungs- und Lehraufenthalte in den Vereinigten Staaten, besonders am US-amerikanischen „Bible Belt“, im Mittleren Westen und an weiteren Hochschulen. 2013 erhielt Weiß einen Lehrauftrag an der Missouri State University für Religion in America am Department „Religious Studies“.
Weiß befasst sich mit den Themenfeldern und Wechselbeziehungen von Theologie, Religionen, Gesellschaft und Politik. Seit 2012 ist er freier Autor für die österreichische Wochenzeitung Die Furche, insbesondere zur US-amerikanischen Religionspolitik und religiösen Gegenwartsfragen, und als Erwachsenenbildner an der Volkshochschule Salzburg sowie in lokalen Einrichtungen tätig. Weiß schreibt regelmäßig Beiträge für die Salzburger Nachrichten sowie online-Medien. Die amerikanischen Präsidentschaftswahlen 2016, 2020 und 2024 analysierte Weiß für unterschiedliche deutschsprachige Medien.
Seit 2016 ist Weiß im Katholischen Bildungswerk Salzburg als Fachreferent für theologische und religiöse Bildung, für Bildungsmanagement sowie als Ansprechpartner für lokale Bildungseinrichtungen der Erzdiözese Salzburg angestellt, war dort seit September 2020 Direktor-Stellvertreter und wurde vom Salzburger Erzbischof Franz Lackner ab September 2024 zum Direktor ernannt. Weiß ist zudem als freier Autor und Vortragender im ganzen deutschsprachigen Raum aktiv.
2019 erschien sein Buch Trump. Du sollst keine anderen Götter neben mir haben, in dem sich Weiß mit der Rolle der US-amerikanischen Zivilreligion bei der ersten Wahl Donald Trumps zum Präsidenten im Jahr 2016 beschäftigt. 2020 folgte sein Buch Glaubensdämmerung, in dem er das Phänomen menschlichen Glaubens im 21. Jahrhundert behandelt. 2021 publizierte Weiß im Herder-Verlag unter dem Titel Ausgelacht!? ein Sachbuch über das Verhältnis von christlichem Glauben und menschlichem Humor. 2024 folgte – ebenfalls bei Herder – das Buch Kirche braucht Bildung. Ein Plädoyer. 
Weiß ist Mitglied der American Academy of Religion (AAR) sowie der Görres-Gesellschaft.

## Ehrungen und Auszeichnungen
- 2011: Preisträger des Würdigungspreises des österreichischen Bundesministers für Wissenschaft und Forschung für außerordentliche Studienerfolge
- 2012: 1. Platz und Preisträger des Publikumspreises für wissenschaftliche Kommunikation der Salzburger Hochschulwochen

## Veröffentlichungen (Auswahl)

### Monographien
- Person und Geist. Historische, methodische und konzeptionelle Implikationen der philosophischen Anthropologie von Max Scheler, VDM Verlag, Saarbrücken 2010. ISBN 978-3-639-31967-5 (= Diplomarbeit f. Philosophie)
- Der unliebsame Gesprächspartner. Das „Religiöse“ als Teil gesellschaftlicher und politischer Identitätsdiskurse des 21. Jahrhunderts (JBZ Arbeitspapiere Nr. 35), Salzburg 2018. ISBN 978-3-902876-28-7
- Trump. Du sollst keine anderen Götter neben mir haben. Was wir nie für möglich hielten, hat uns schon verändert, Patmos Verlag, Ostfildern 2019. ISBN 978-3-8436-1139-8
- Der politische Raum der Theologie. Entwurf einer inkarnationstheologischen Ereignistheologie als Antwort auf Radical Orthodoxy, Aschendorff Verlag, Münster 2019. ISBN 978-3-402-13425-2 (= Dissertation)
- Glaubensdämmerung. Was wir glauben, wenn wir glauben, Verlag Klöpfer, Narr, Tübingen 2020. ISBN 978-3-7496-1023-5
- Ausgelacht!? Glaube und die Grenzen des Humors, Verlag Herder, Freiburg/Basel/Wien 2021. ISBN 978-3-451-38953-5
- Kirche braucht Bildung. Ein Plädoyer, Verlag Herder, Freiburg/Basel/Wien 2024. ISBN 978-3-451-39735-6

### Aufsätze
- Vom fremden Ich. Eigenarten und Grenzen der Erschließung des Fremden bei Max Scheler, in: Gmainer-Pranzl, Franz/Schmidhuber, Martina (Hg.),Der Anspruch des Fremden als Ressource des Humanen, (Salzburger Interdisziplinäre Diskurse, Bd. 1), Peter Lang Verlag, Frankfurt am Main 2011, 237–257. ISBN 978-3-631-61411-2
- American History „Exodus“, in: Hoff, Gregor Maria (Hg.), Verantworten. Salzburger Hochschulwochen 2012, Tyrolia Verlag, Innsbruck 2012, 213–235. ISBN 978-3-7022-3206-1
- Der Retailer Gottes? Die Einflüsse von Religion auf Wal-Mart, dessen Gründer und warum Max Weber heute noch einmal in die Ozarks reisen sollte, in: Gmainer-Pranzl, Franz/Gruber, Judith, Religion in post-säkularer Gesellschaft. Interdisziplinäre Perspektiven, (Salzburger Interdisziplinäre Diskurse, Bd. 3), Peter Lang Verlag, Frankfurt am Main 2013, 429–447. ISBN 978-3-631-62998-7
- Die radikalen Grenzen von „Radical Orthodoxy“ (Teil 1). John Milbanks postmoderne Re-Konstruktion christlichen Glaubens, in: GuL (Zeitschrift für christliche Spiritualität, Heft 3/2021, Echter Verlag), 291–299. ISSN 0016-5921
- An den Grenzen von „Radical Orthodoxy“ (Teil 2). Eine Theologische Problematisierung, in: GuL (Zeitschrift für christliche Spiritualität, Heft 4/2021, Echter Verlag), 403–412.
- „Prüft alles und behaltet das Gute“ (1 Thess 5,21) Kirchliches Kerygma zwischen Qualität, Management und Macht, in: Feldbauer-Durstmüller, Birgit/Pieslinger, Sarah/Gmainer-Pranzl, Franz/Feldbauer, Julia (Hg.), Unternehmen, Organisationen und Werte. Ein Diskurs aus betriebswissenschaftlicher, theologischer und religionswissenschaftlicher Perspektive, (Salzburger interdisziplinärer Diskurse 20), Peter Lang Verlag, Frankfurt am Main 2023, 321–348, ISBN 978-3-631-89934-2
- Zwischen lehrender und lernender Kirche. Der Ort der Katholischen Erwachsenenbildung für eine zeitgemäße, glaubwürdige und zukunftsfähige Kirche, in: Kopf, Christian/Wachter, Bernd (Hg.), MENSCHEN BILDUNG. Katholische Erwachsenenbildung in Gegenwart und Zukunft, Festschrift zum 25-jährigen Bestehen des FORUM Katholischer Erwachsenenbildung in Österreich, Eigenverlag, Wien 2023, 65–75.